# نجاتی
نِجاتی (Necati)، یک نام ترکی است و ممکن است به یکی از موارد زیر اشاره داشته باشد:
- نجاتی جومالی (۱۹۲۱–۲۰۰۱)، نویسندهٔ اهل ترکیه
- نجاتی شاشمز (زادهٔ ۱۹۷۱)، بازیگر اهل ترکیه